# Liste d'hélicoptères civils et militaires

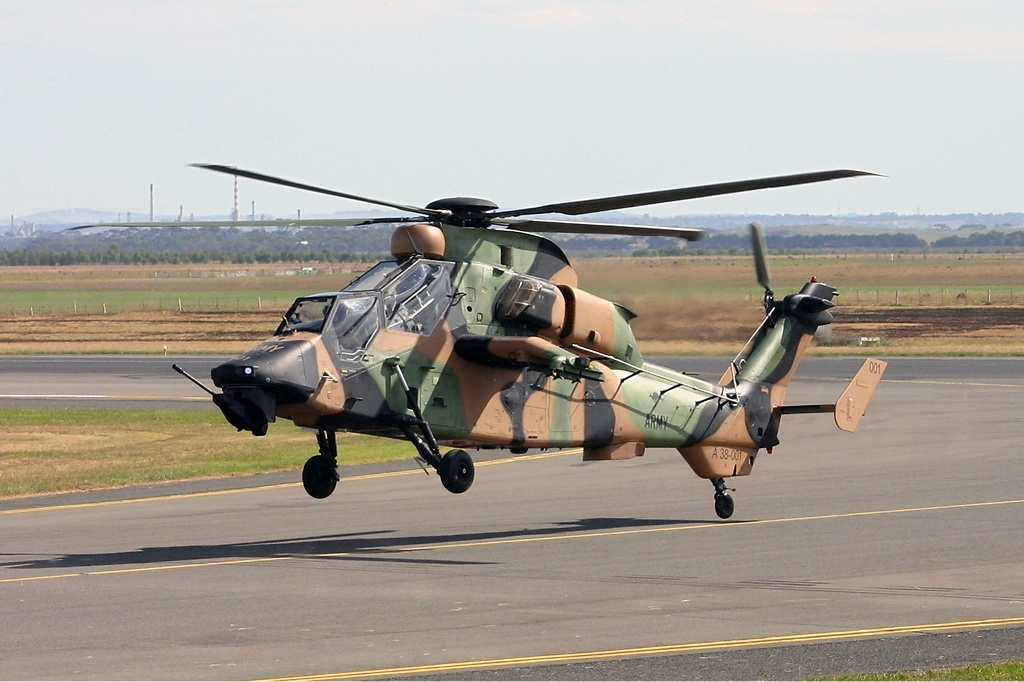
EC665 européen.

Cet article dresse une liste d'hélicoptères civils et militaires non exhaustive. Les modèles sont classés par États et par constructeurs.

## Hélicoptères civils

### Hélicoptères civils américains

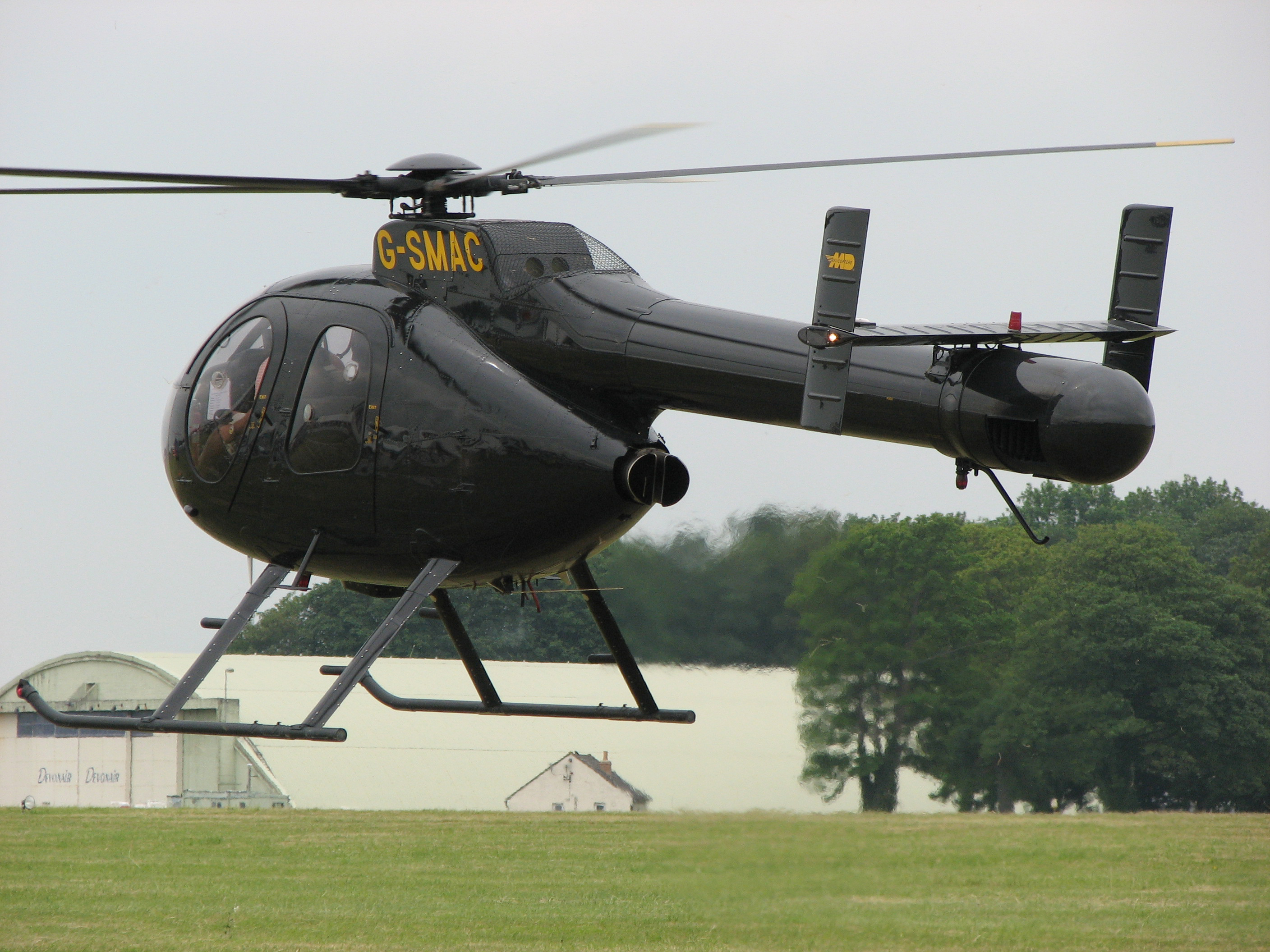
MD 500n américain.

- Bell AB.47
- Bell 505 Jet Ranger X
- Bell-Agusta AB.102
- Bell-Agusta AB.212
- Hiller UH-12 Raven
- Kaman K-Max
- MD Helicopters MD 500
- MD Helicopters MD 600
- MD Helicopters MD-900 Explorer
- Robinson R22
- Robinson R44
- Robinson R66
- Sikorsky VS 300
- Sikorsky S-64 Skycrane
- Sikorsky S-61
- Sikorsky S-92
- Sikorsky S-76 Spirit
- Sikorsky X2
- Sikorsky Firefly

### Hélicoptères civils canadiens
- Bell 204
- Bell 205
- Bell 206
- Bell 212
- Bell 222
- Bell 407
- Bell 412

### Hélicoptères civils européens

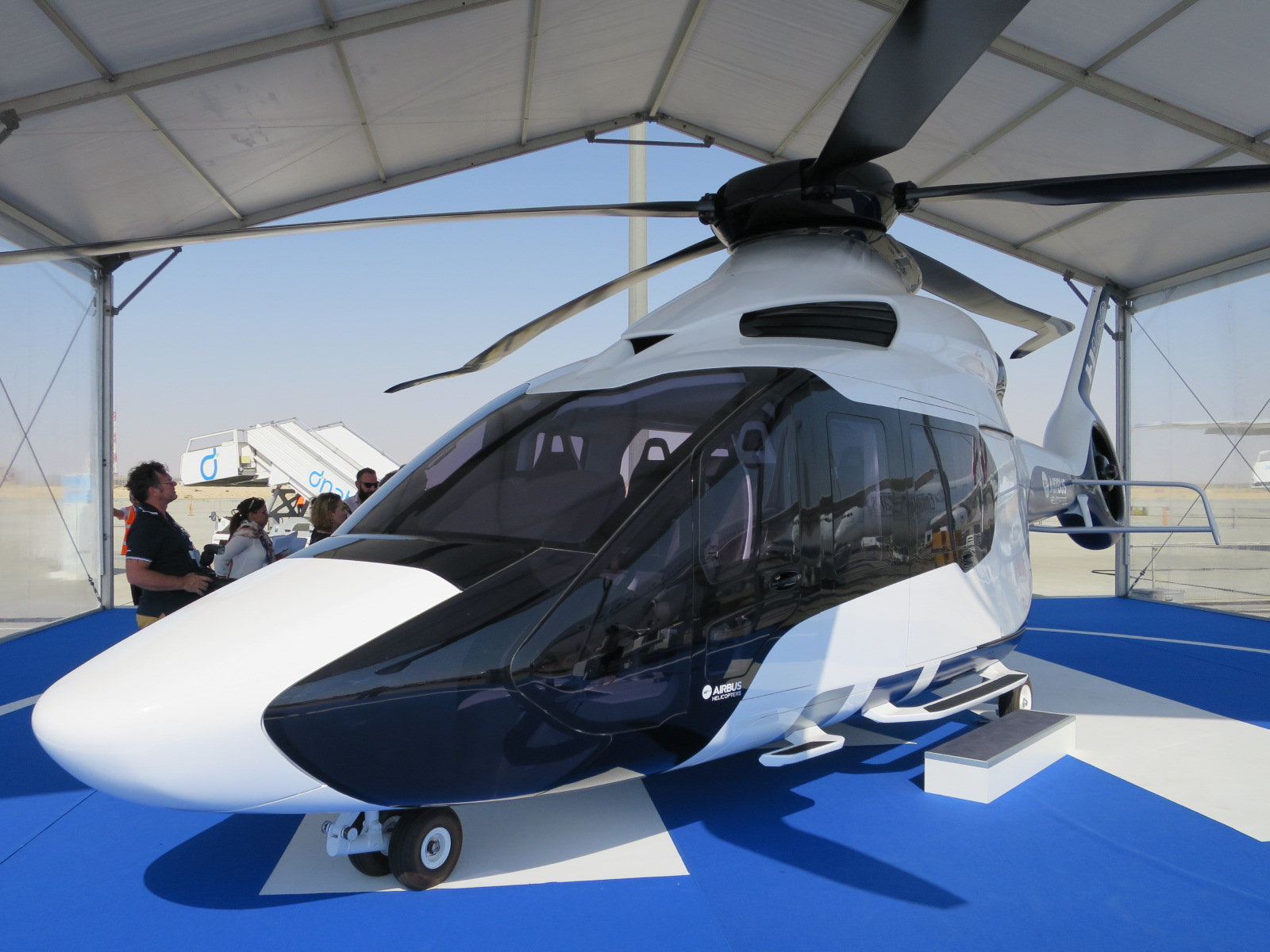
H160 européen.

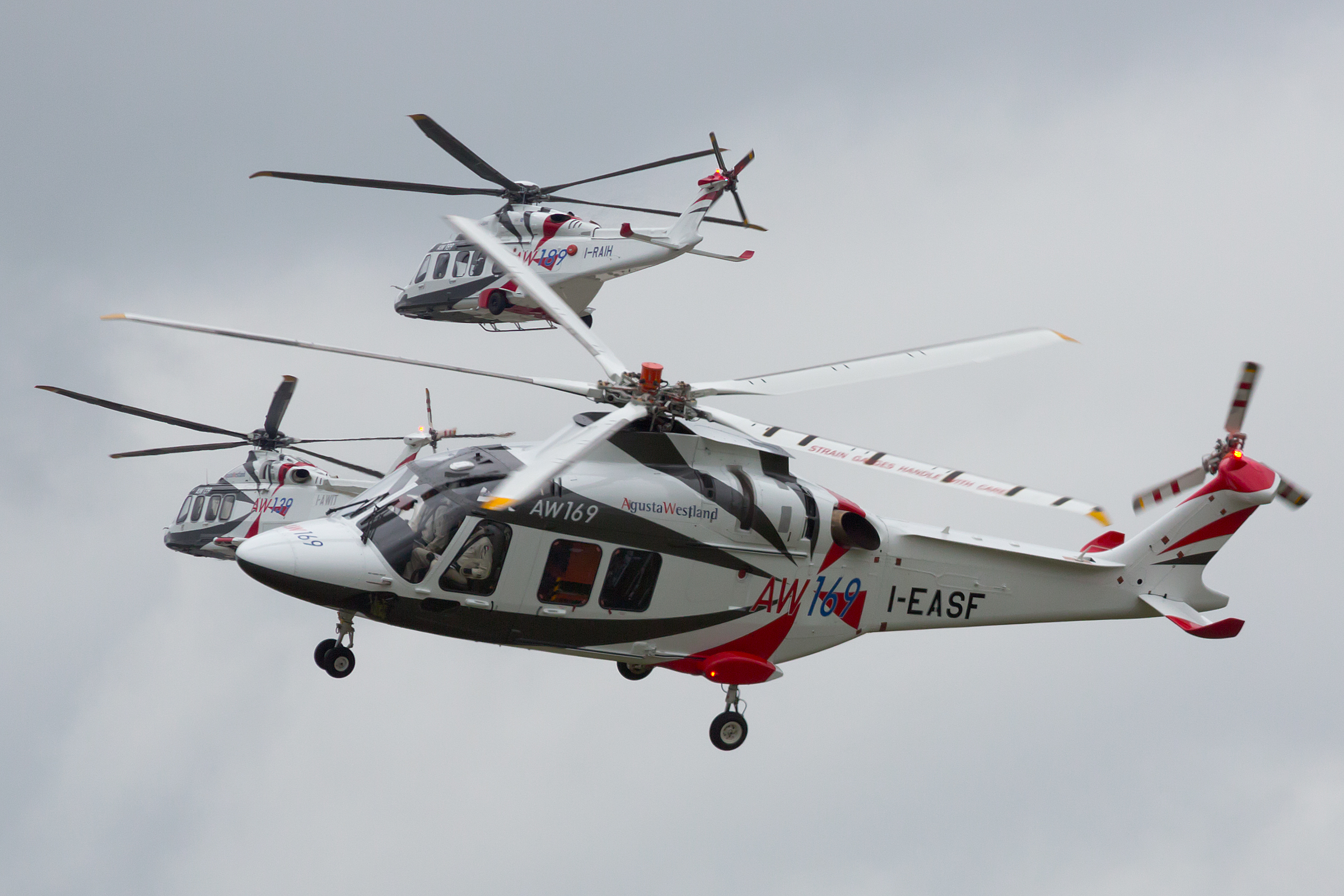
AW169 italo-britannique.

- Aérospatiale AS 332 Super Puma
- Aérospatiale AS 350 Écureuil
- Aérospatiale AS 365 Dauphin
- Aérospatiale HH-65 Dolphin
- Agusta-Bell AB.102
- Agusta-Bell AB.212
- Agusta A.101
- Agusta A.106
- Agusta A.109
- AgustaWestland AW119 Koala
- AgustaWestland AW139
- AgustaWestland AW169
- Airbus Helicopters H120
- Airbus Helicopters H130
- Airbus Helicopters H135
- Airbus Helicopters H145
- Airbus Helicopters H155
- Airbus Helicopters H160
- Airbus Helicopters H175
- Airbus Helicopters H225
- Airbus Helicopters X3
- Citroën RE-2
- Dornier Do 132
- EDM Aerotec CoAX 2D
- Hélicoptères Guimbal Cabri G2
- MBB Bo 105
- MBB-Kawasaki BK 117
- PZL-Świdnik SW-4
- PZL-Świdnik W-3
- Silvercraft SH-4.
- SNCASO SO.1221 Djinn
- SNCASE SE.300
- SNCASE SE.312 Alouette
- SNCASE SA.313 Alouette II
- Sud-Aviation SA.315 Lama
- Sud-Aviation SA.316 Alouette III
- Sud-Aviation SA.321 Super Frelon
- Sud-Aviation SA.330 Puma
- Sud-Aviation SA.340 Gazelle
- Sud-Aviation SA.366 Dolphin

### Hélicoptères civils soviétiqueset russes

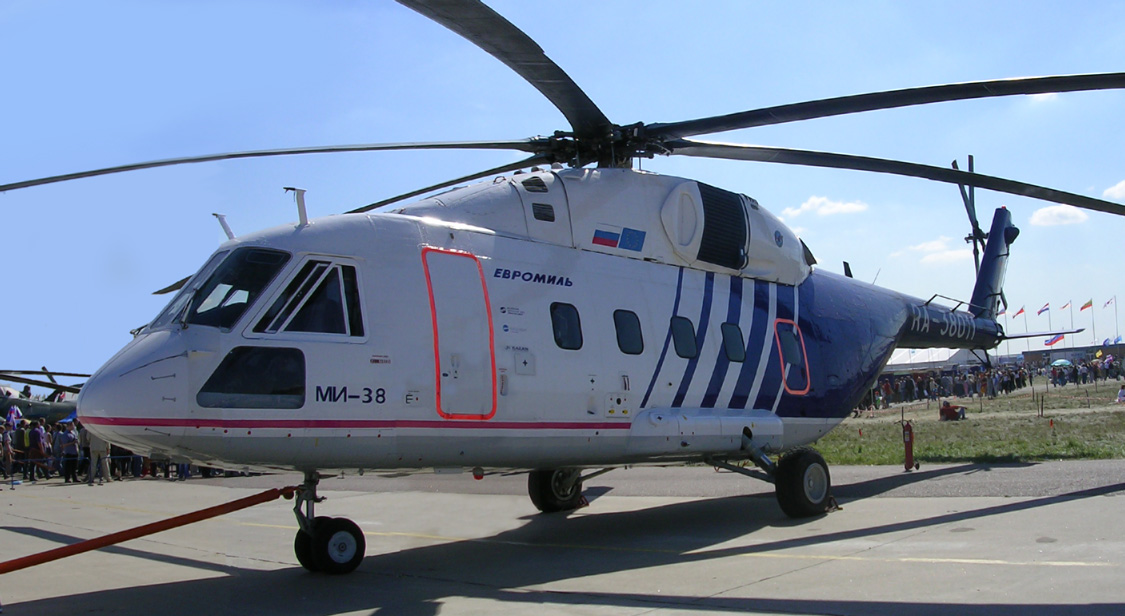
Mi-38 soviétique.

- Aerokopter AK1-3
- Mil Mi-8 Hip
- Mil Mi-26 Halo
- Mil Mi-34 Hermit
- Mil Mi-14 Haze
- Mil Mi-17Hip
- Mil Mil Mi-38
- Kamov Ka-26 Hoodlum
- Kamov Ka-27, 29 et 32 Helix
- Kamov Ka-62
- Kazan Ansat

### Hélicoptères civils chinois
- Aviation Industry Corporation of China AC313
- Changhe Aircraft Industries Corporation Z-11

### Hélicoptère civil japonais
- Mitsubishi Heavy Industries MH 2000

### Hélicoptère civil suisse
- Leonardo AW09 (anciennement Kopter SH09)

## Hélicoptères militaires

### Hélicoptères militaires allemands
Avant 1945 :
- Focke-Achgelis Fa 330 Bachstelze (Bergeronnette) (en toute rigueur cet appareil ne devrait pas figurer dans cette liste car il s'agit d'un autogire et non d'un hélicoptère).
- Focke-Achgelis Fa 223 Drachen (Dragon)
- Flettner Fl 282 Kolibri

Après 1945 :
- Bölkow Bo 105 PAH 1
- MBB-Kawasaki Heavy Industries BK 117
- Dornier Do 32

### Hélicoptères militaires américains
- American Eurocopter UH-72 Lakota
- Bell Bell 214
- Bell 206 Jetranger
- Bell UH-1 Huey
- Bell AH-1 Cobra
- Bell ARH-70 Arapaho
- Bell H-13 Sioux
- Bell OH-58 Kiowa
- Bell V-280 Valor
- Hiller H-23 Raven
- Hughes AH-64 Apache
- Hughes MD 500 Defender
- Hughes OH-6 Cayuse Loach
- Kellett R-8
- Kaman SH-2 Seasprite
- Kaman H-43 Huskie
- MD Helicopters MH-6 Little Bird
- Piasecki Helicopter PV-2 (en)
- Piasecki Helicopter HRP-1 (en)
- Piasecki Helicopter HUP Retriever

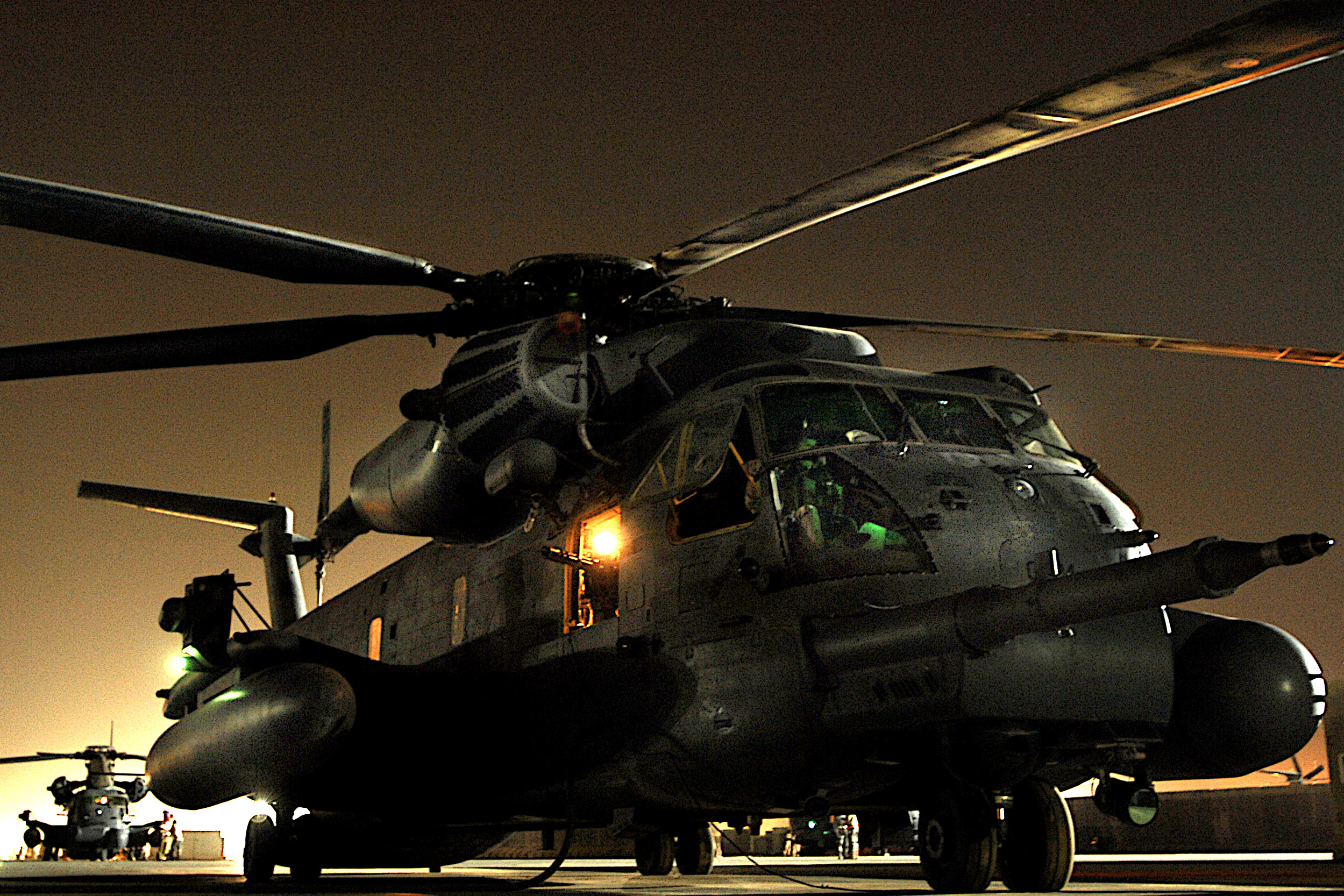
MH-53 américain.

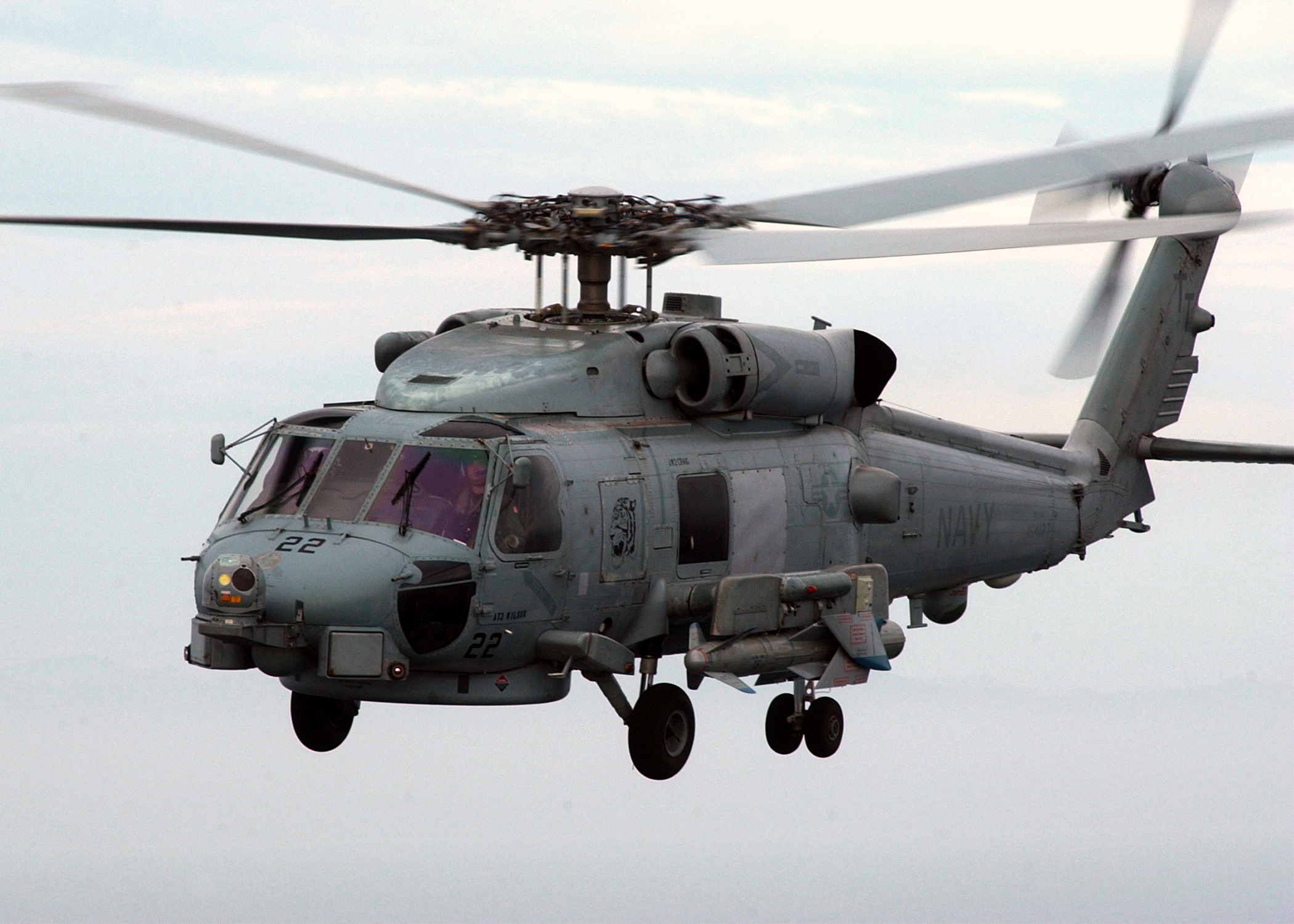
UH-60 américain.

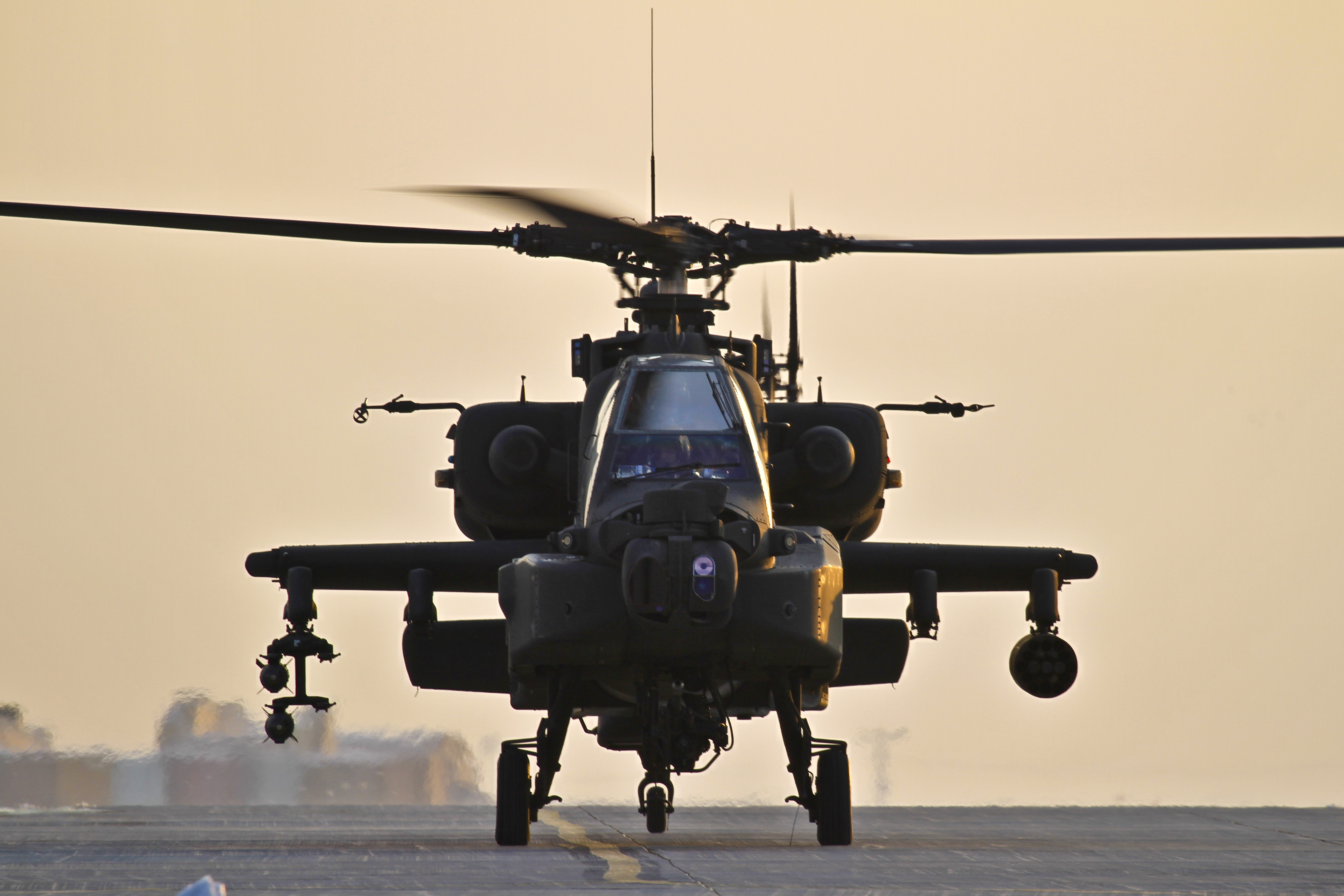
AH-64 américain.

- Piasecki Helicopter H-21 Flying Banana
- Piasecki Helicopter H-25 Army Mule
- Piasecki Helicopter X-49 Speedhawk
- Boeing/Sikorsky RAH-66 Comanche
- Sikorsky CH-3 Jolly Green Giant
- Sikorsky SH-3 Sea King
- Sikorsky CH-53 Sea Stallion
- Sikorsky CH-53E Super Stallion
- Sikorsky CH-53K King Stallion
- Sikorsky HH-53 Super Jolly Green Giant
- Sikorsky MH-53 Pave Low
- Sikorsky MH-53E Sea Dragon
- Sikorsky CH-54 Skycrane
- Sikorsky H-5 Horse
- Sikorsky H-19 Chickasaw
- Sikorsky H-34 Choctaw
- Sikorsky H-92 Superhawk
- Sikorsky R-4 Hoverfly
- Sikorsky R-6
- Sikorsky S-51 Dragonfly
- Sikorsky S-52 Hummingbird
- Sikorsky S-58 Seahorse
- Sikorsky S-62 Seaguard
- Sikorsky S-70 Firehawk
- Sikorsky S-76 Spirit
- Sikorsky S-97 Raider
- Sikorsky HH-60 Pave Hawk
- Sikorsky SH-60 Sea Hawk
- Sikorsky UH-60 Black Hawk
- Boeing-Vertol CH-46 Sea Knight
- Boeing-Vertol CH-47 Chinook
- Boeing-Bell V-22 Osprey

### Hélicoptères militaires européens
- Aerospatiale AS 332 Super Puma
- Aerospatiale AS 350 Écureuil
- Aerospatiale AS 365 Dauphin
- Aerospatiale AS 550 Fennec
- Aerospatiale AS 565 Panther
- Agusta A.109 Hirundo
- Agusta A.119 Koala
- Agusta A.129 Mangusta
- Agusta Westland EH101 Merlin
- Agusta Westland WAH-64 Apache
- Agusta Westland AW149
- Agusta Westland AW159 Wildcat
- Agusta Westland AW169
- Agusta Westland CH-148 Petrel
- Agusta Westland CH-149 Cormorant
- Airbus Helicopters AS532 Cougar
- Airbus Helicopters H120 Colibri
- Airbus Helicopters H135
- Airbus Helicopters H135M
- Airbus Helicopters H145M
- Airbus Helicopters H160M Guépard
- Airbus Helicopters H225M Caracal
- Airbus Helicopters Tigre

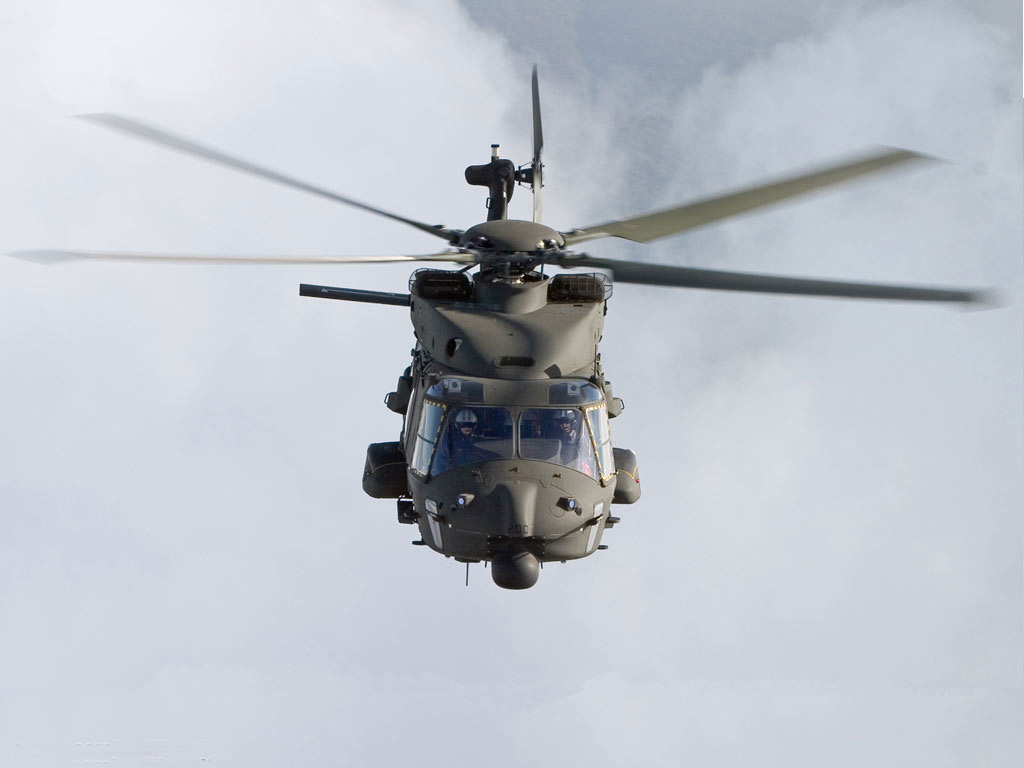
NH90 européen.

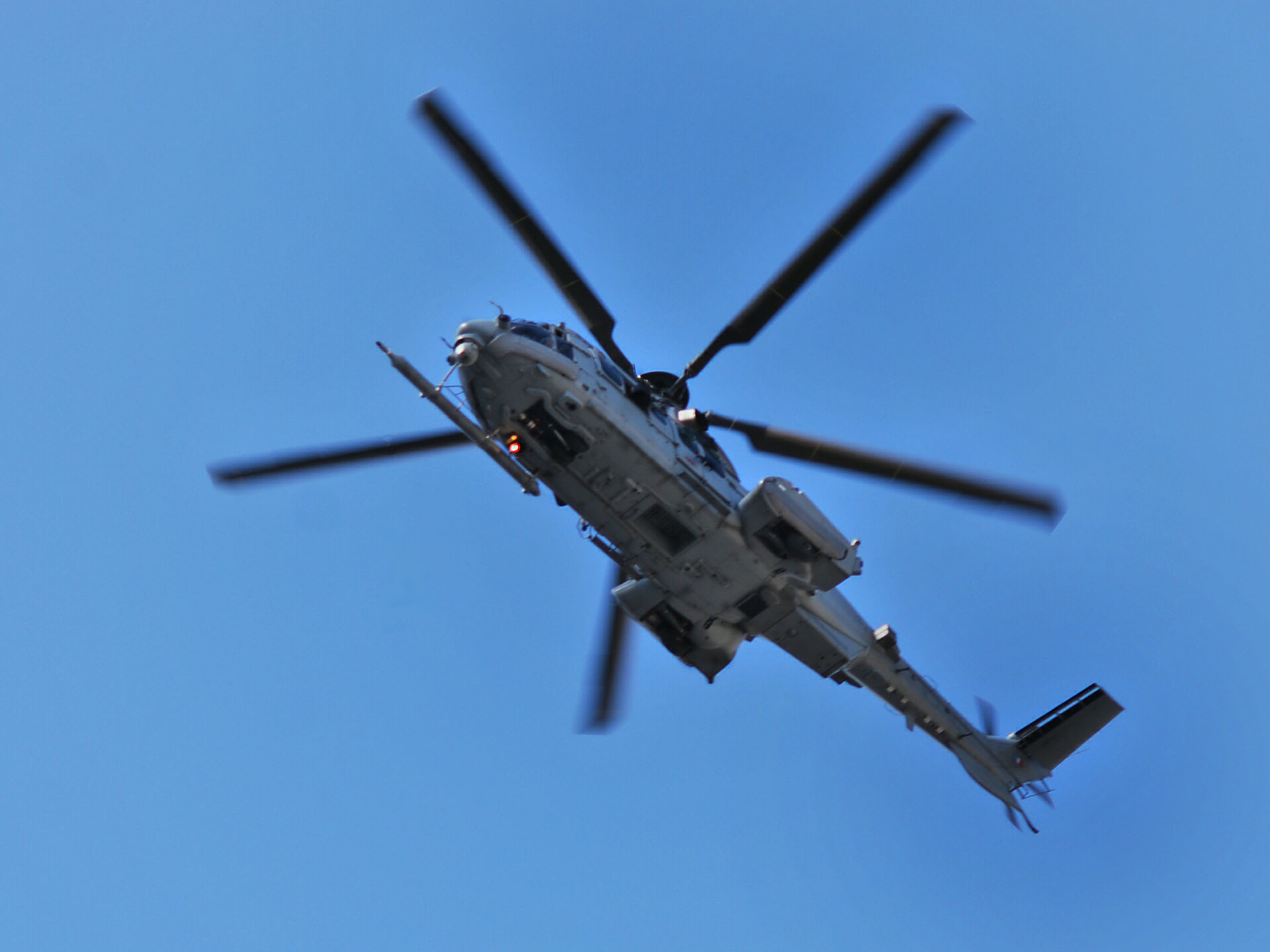
EC 725 européen.

- Messerschmitt-Bölkow-Blohm Bo 105 Verbindungshubschrauber
- Messerschmitt-Bölkow-Blohm BK 117 Drache
- NHIndustries NH90
- PZL-Świdnik W-3 Sokół
- PZL-Świdnik SW-4 Puszczyk
- SNCASE SE.3200 Frelon
- SNCASE SA.313B Alouette II
- Sud-Aviation SA.319 Alouette III
- Sud-Aviation SA.321 Super Frelon
- Sud-Aviation SA.330 Puma
- Sud-Aviation SA.340/341/342 Gazelle
- Westland Helicopters Westland Lynx
- Westland Helicopters Westland Gazelle
- Westland Helicopters Westland Sea King
- Westland Helicopters Westland Wasp

### Hélicoptères militaires soviétiqueset russes

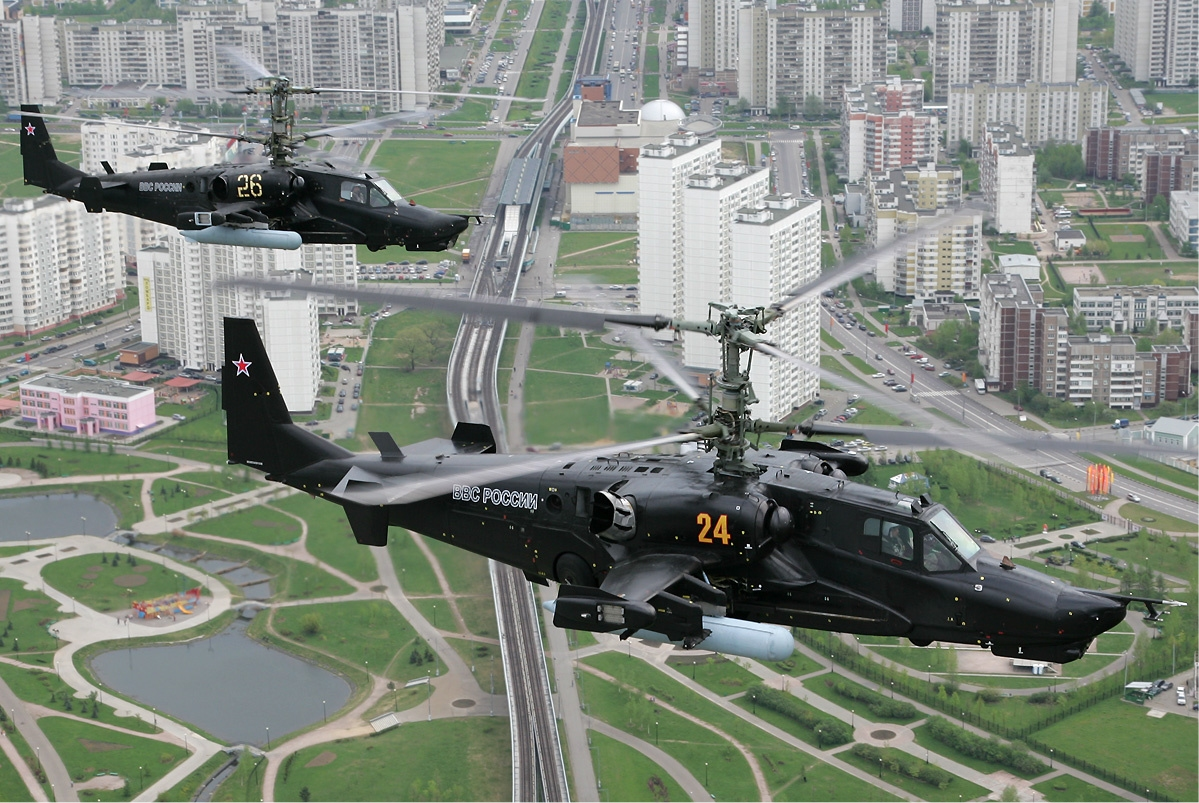
Ka-50 russe.

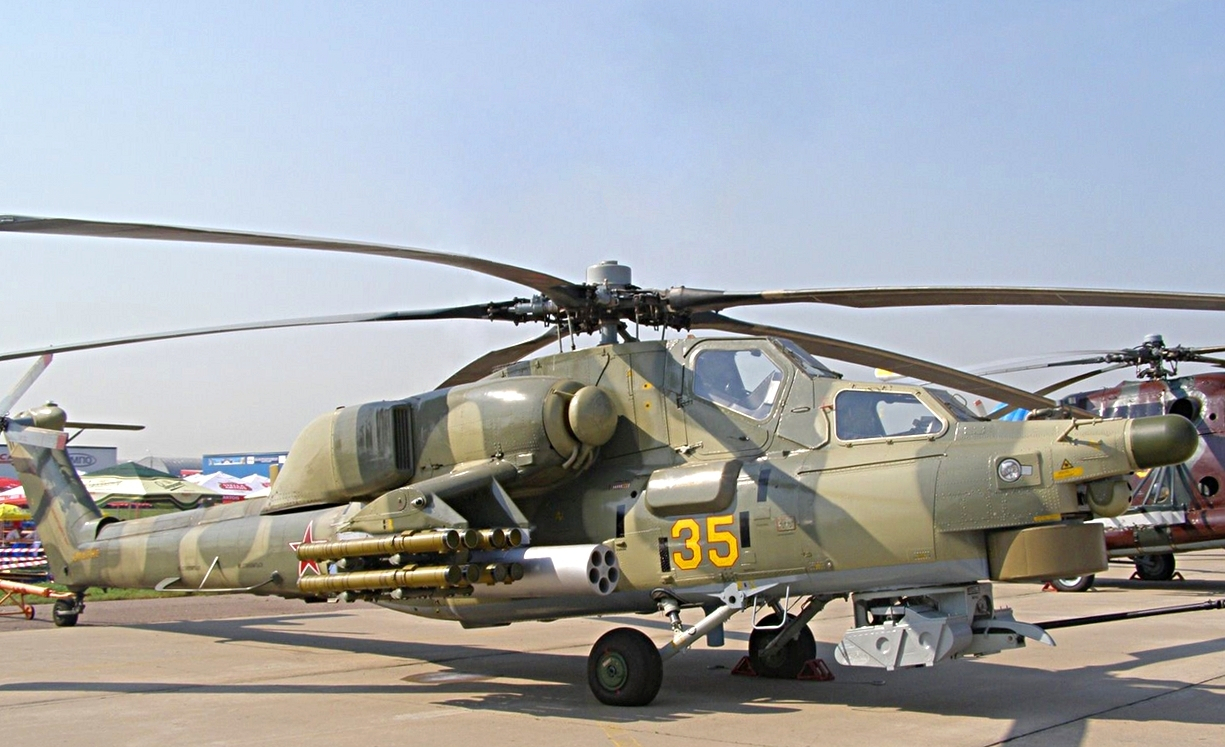
Mi-28 russe.

- Bratoukhine Omega
- Bratoukhine B.5
- Bratoukhine B.9
- Bratoukhine B.10
- Bratoukhine B.11
- Bratoukhine G-3
- Bratoukhine G-4
- Kamov Ka-10 Hat
- Kamov Ka-15 Hen
- Kamov Ka-18 Hog (en)
- Kamov Ka-22 Hoop / Wintokryl
- Kamov Ka-25 Hormone / Kormoran
- Kamov Ka-26 Hoodlum
- Kamov Ka-27 Helix
- Kamov Ka-29 Helix B
- Kamov Ka-32 Helix C
- Kamov Ka-50 Werewolf / BlackShark
- Kamov Ka-50-2 Hokum
- Kamov Ka-52 Hokum B / Alligator
- Kamov Ka-60 Kasatka
- Kamov Ka-226
- Kazan Helicopter Ansat-2RC
- Mil Mi-1 Hare
- Mil Mi-2 Hoplite
- Mil Mi-4 Hound
- Mil Mi-6 et Mi-22 Hook
- Mil Mi-8 Hip
- Mil Mi-10 Harke
- Mil Mi-12 Homer
- Mil Mi-14 Haze
- Mil Mi-17 Hip
- Mil Mi-22 Hook C
- Mil Mi-24 Hind
- Mil Mi-25 Hind (version d'export)
- Mil Mi-26 Halo
- Mil Mi-28 Havoc
- Mil Mil Mi-34S1
- Mil Mi-38

### Hélicoptère militaire sud-africain

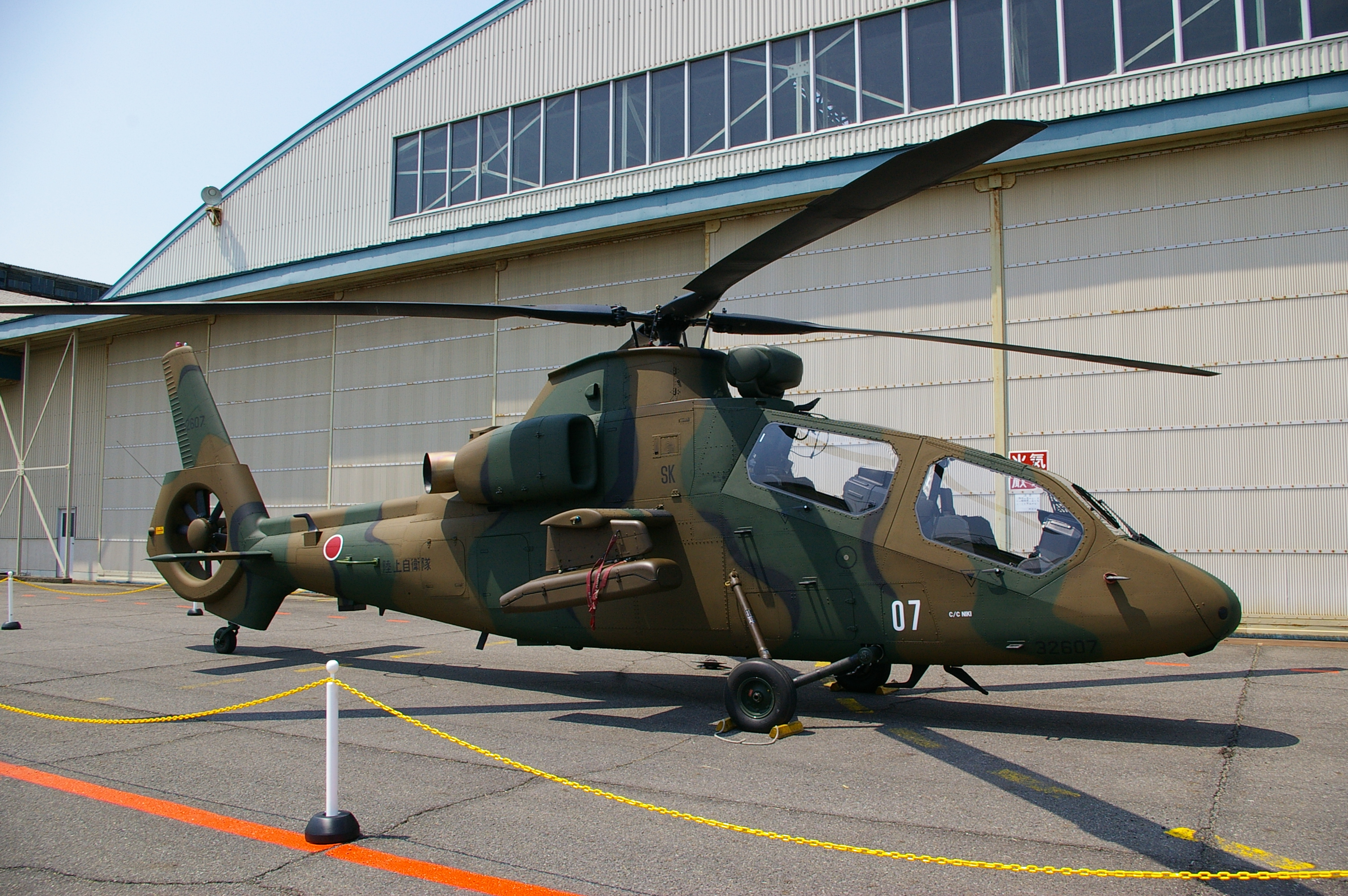
OH-1 japonais.

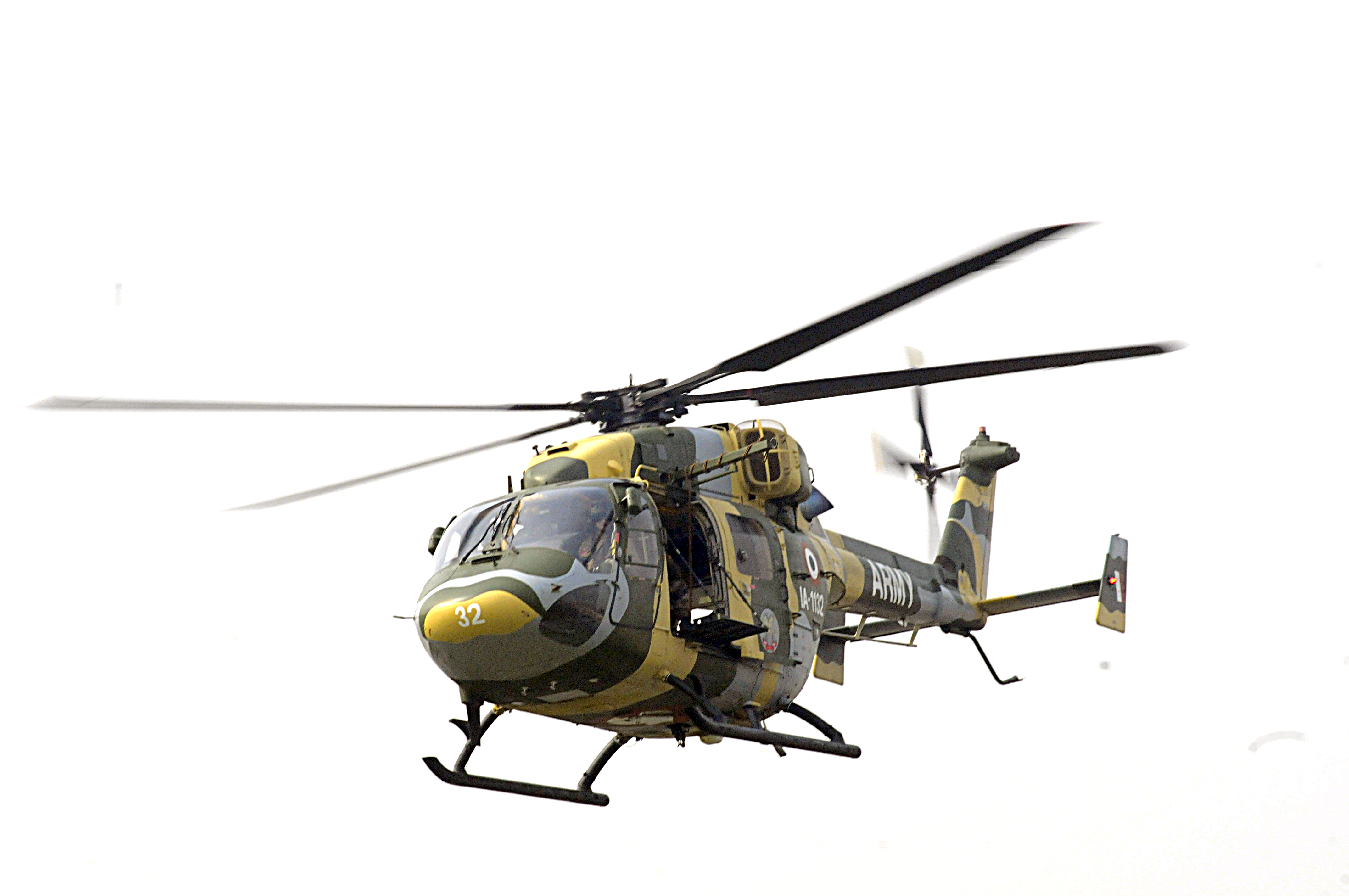
HAL Dhruv indien.

- Denel Aerospace Systems AH-2 Rooivalk
- Atlas Aircraft Corporation Oryx (en)

### Hélicoptères militaires canadiens
- Bell CH-146 Griffon
- Sikorsky CH-148 Cyclone
- Sikorsky CH-124 Sea King

### Hélicoptères militaires chinois
- Changhe Aircraft Industries Corporation Z-9 Haitun
- Changhe Aircraft Industries Corporation WZ-10 Wuzhuang Zhisheng
- Changhe Aircraft Industries Corporation Z-19
- Harbin Aircraft Manufacturing Corporation Z-20

### Hélicoptères militaires coréen
- Korea Aerospace Industries Surion

### Hélicoptères militaires indiens
- HAL Dhruv
- HAL Light Combat Helicopter
- HAL Light Observation Helicopter
- HAL Rudra

### Hélicoptères militaires japonais
- Kawasaki Heavy Industries OH-1 Ninja
- Kawasaki Heavy Industries BK-117
- Mitsubishi Heavy Industries H-60

### Hélicoptères militaires turcs
- TAI T-129 Atak
- TAI T625 Gökbey

### Hélicoptères militaires iranien
- HESA Shahed 278
- IAIO Toufan
- Panha 2091
- Shahed 285